# هوغو بيرغر
هوغو بيرغر (بالسويدية: Hugo Birger)‏ هو رسام سويدي، ولد في 12 يناير 1854 في ستوكهولم في السويد، وتوفي في 17 يونيو 1887 في هلسينغبورغ في السويد.

## معرض صور

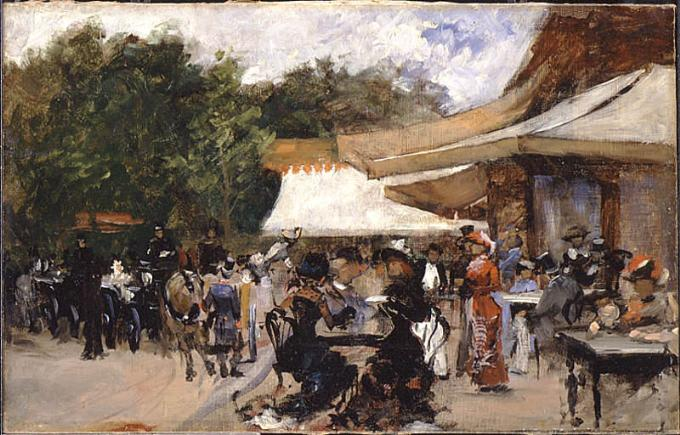
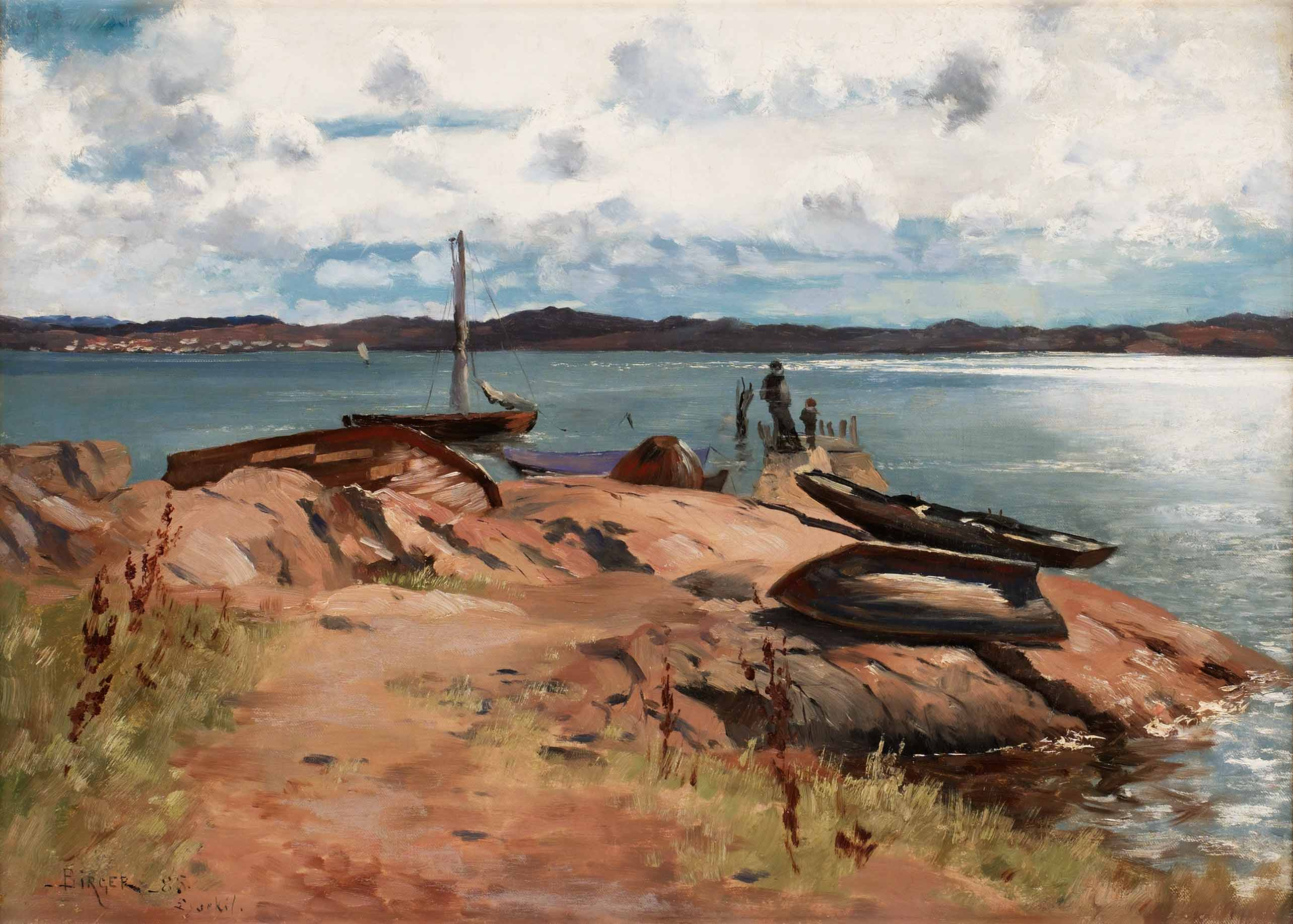
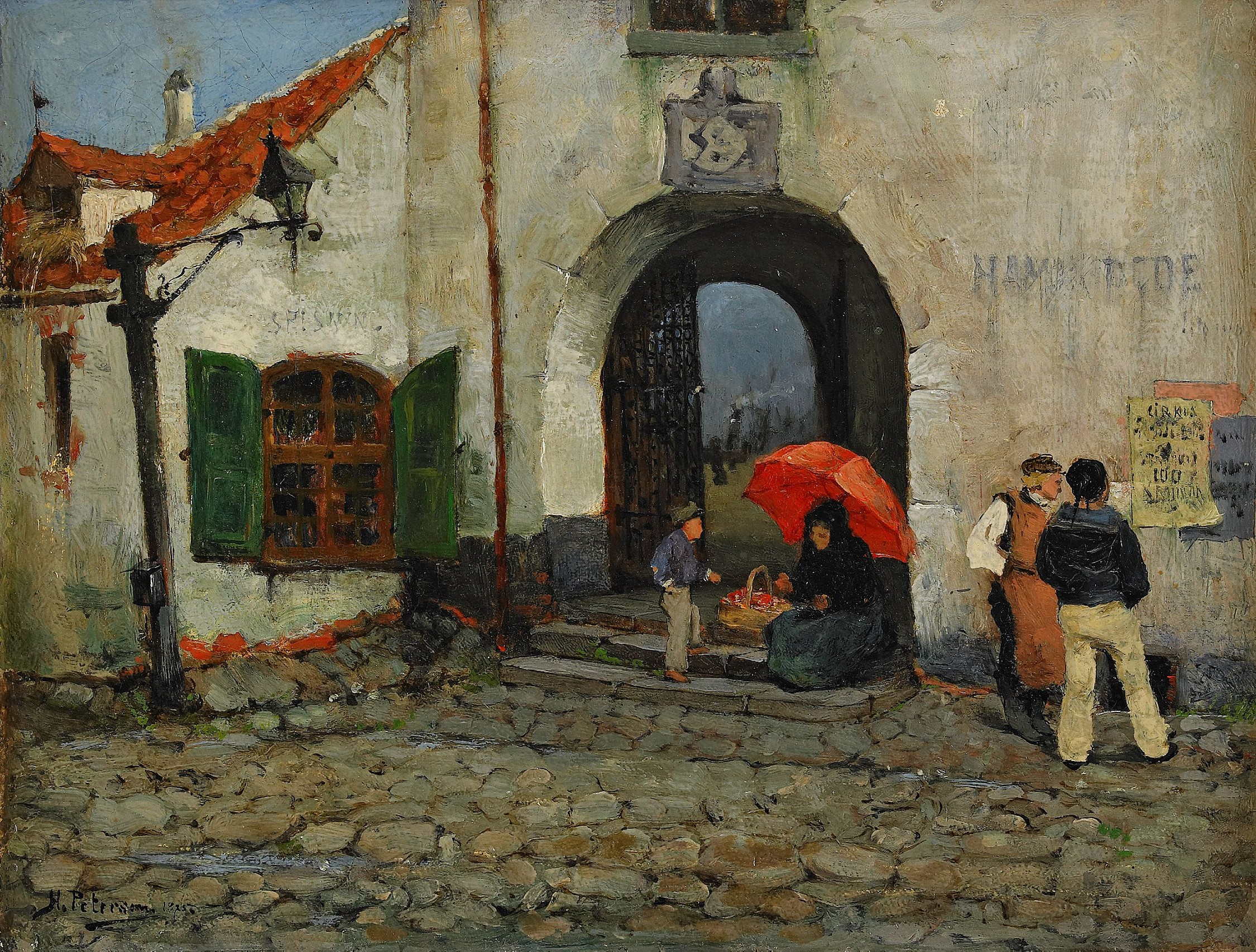
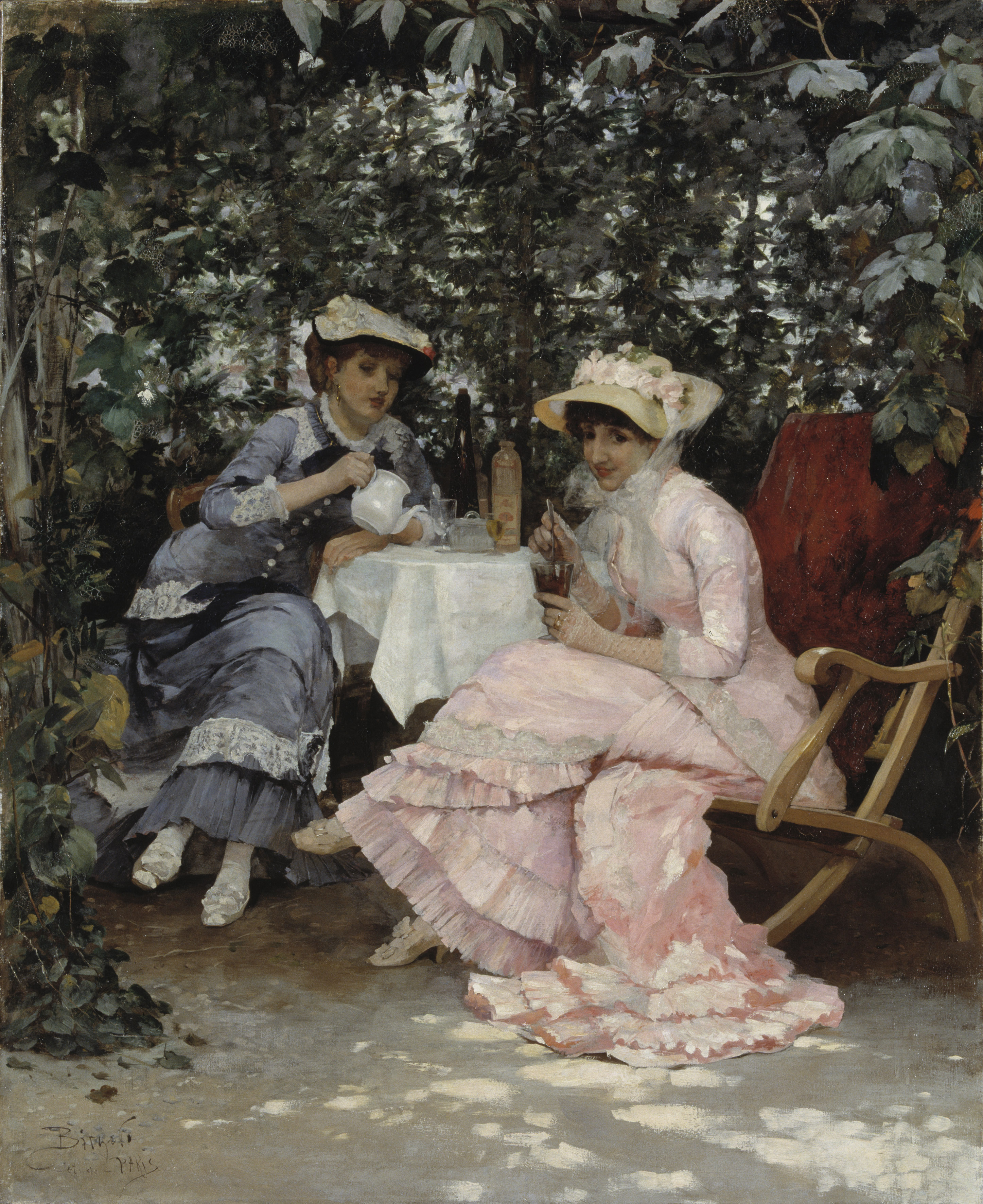
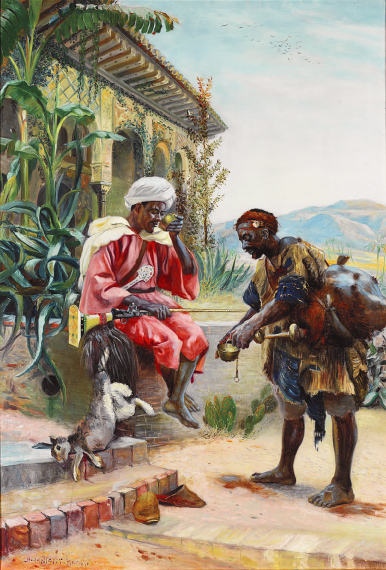
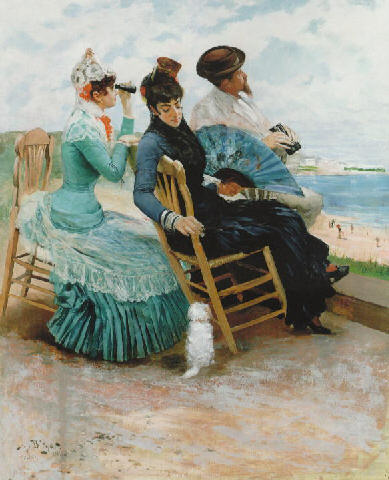